# Плетнёв, Пётр Александрович
Пётр Алекса́ндрович Плетнёв (01 [12] сентября 1792, Теблеши, Бежецкий уезд, Тверская губерния, Российская империя — 29 декабря 1865 [10 января 1866], Париж, Вторая Французская империя) — русский литературный критик, поэт и журналист. Друг А. С. Пушкина, его главный помощник в журнале «Современник» (с 1836), позднее — единственный редактор-издатель последнего (1838—1846). Профессор словесности (1832—1849) и ректор (1840—1861) Императорского Санкт-Петербургского университета, действительный член Петербургской академии наук (с 1841).

## Биография
Происходил из семьи духовного звания. Родился 10 (21) августа 1792 года, по его собственному свидетельству — в Твери; по показанию же его биографов — в Теблеши, в Бежецком уезде Тверской губернии.
Образование получил в тверской семинарии (1811) и в Главном Педагогическом институте (1814). Работал учителем словесности в женских институтах, кадетских корпусах и в Санкт-Петербургском Благородном пансионе.
По рекомендации В. А. Жуковского, с 1828 года Плетнёв преподавал литературу особам царского дома — цесаревичу Александру Николаевичу и великим княжнам.
В 1832 году занял кафедру русской словесности в Санкт-Петербургском университете, в котором с 1840 до 1861 года состоял ректором.
Плетнёв принадлежал также к составу второго отделения Академии наук, преобразованного из Академии Российской в 1841 году. Очень рано Плетнёв близко сошёлся с А. С. Пушкиным и другими корифеями пушкинского кружка. Характера крайне мягкого, деликатного и услужливого, Плетнёв был верным и заботливым другом, к которому обращались и Жуковский, и Пушкин, и Гоголь; всем им Плетнёв служил и делом, и советом; мнением его они очень дорожили.

## Творчество

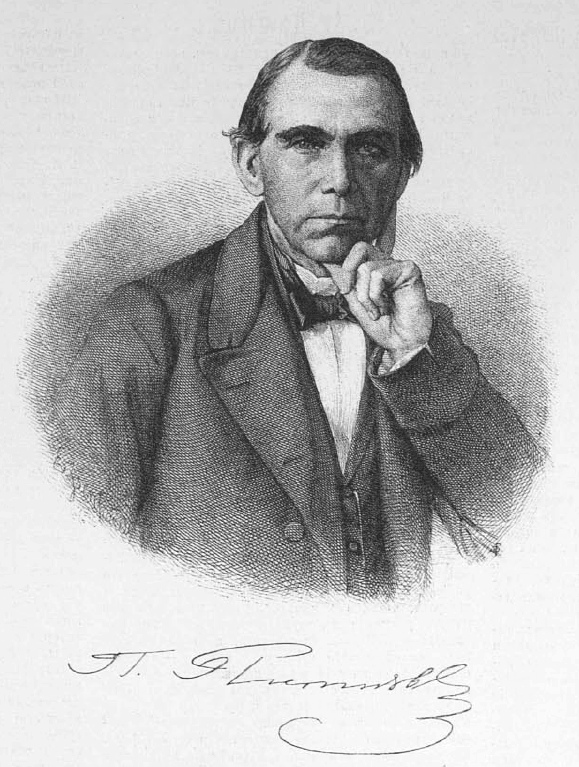
П. А. Плетнёв. Гравюра Иоганна Эйзенгардта.

Выступив на литературное поприще стихотворениями, которые в 1820-х годах появлялись в «Соревнователе просвещения и благотворения», «Трудах Вольного общества любителей российской словесности», «Северных цветах» и других журналах и альманахах и которые при гладкости стиха местами не лишены изящества и поэтического огонька, Плетнёв вскоре перешёл к литературной критике, став выразителем теоретических воззрений пушкинского кружка.

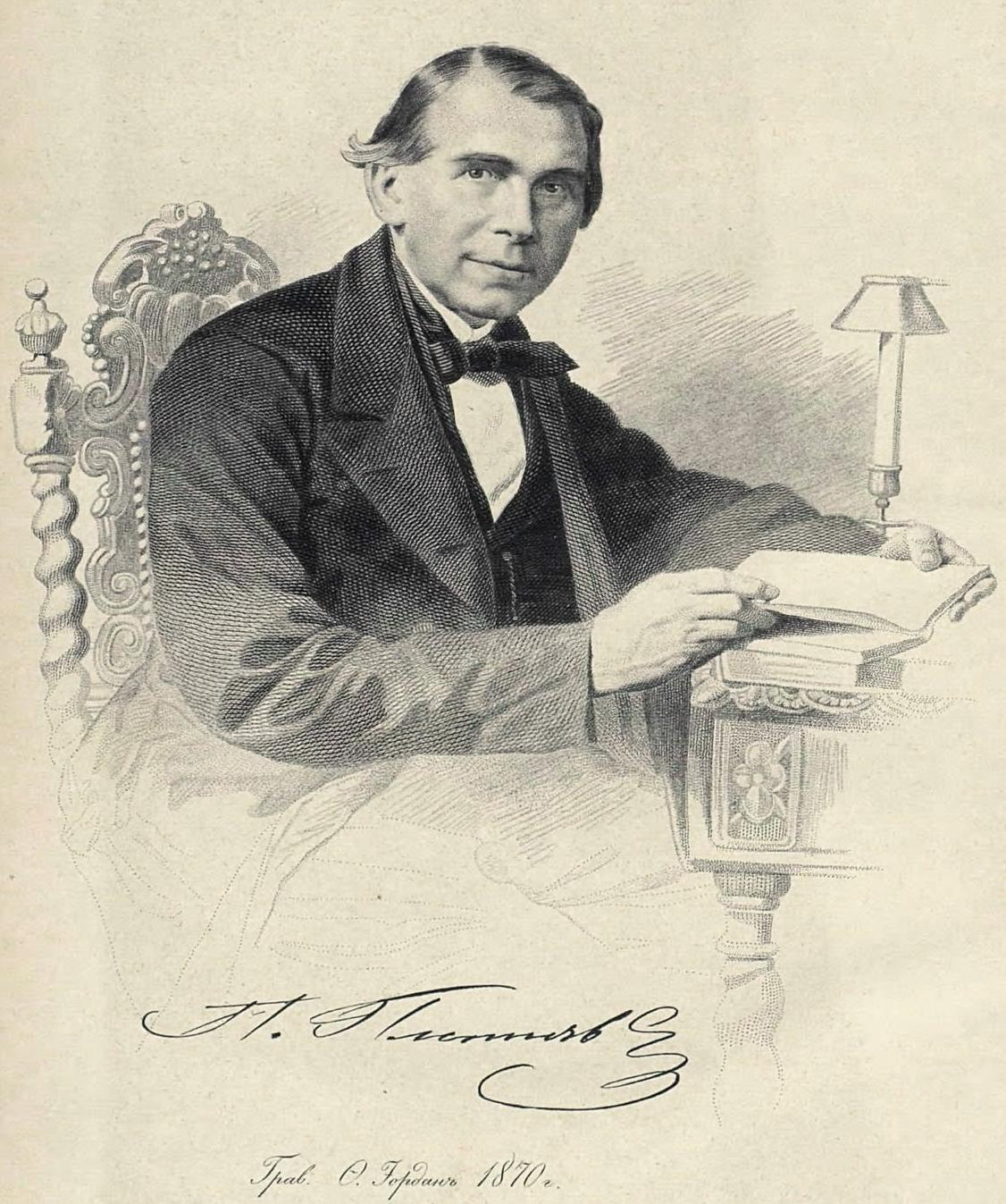
П. А. Плетнёв. Гравюра работы Ф. Иордана (1870)

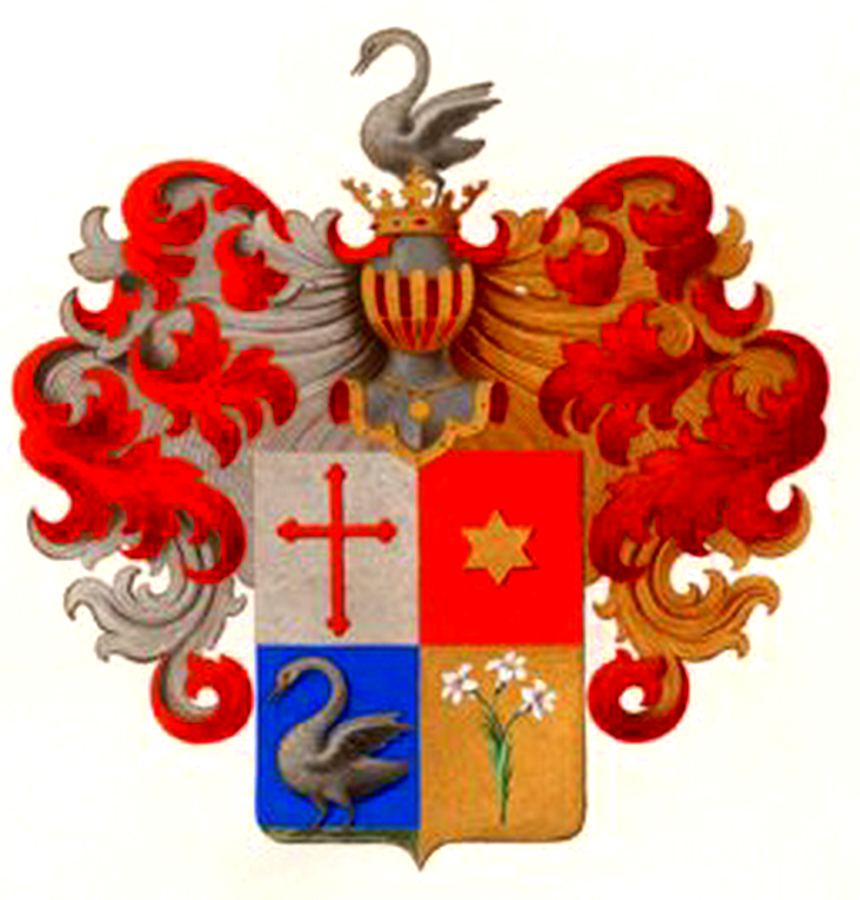
Герб Плетнёва (1840 г.) внесён в Часть 11 Общего гербовника дворянских родов Всероссийской империи, стр. 137

Уже в первой своей критической статье, посвященной стихотворениям Милонова («Соревнователь», 1822), Плетнёв доказывал, что поэтом надо родиться, а нельзя сделаться, но врождённый талант должен потратить массу труда чисто технического, чтобы вполне овладеть формой и придать ей гармонию, изящество, красоту.
Обе эти идеи для того времени были совершенно новы и лежали в основе всех стремлений пушкинского кружка: первая идея являлась отрицанием псевдоклассицизма с его стремлением путём риторики и пиитики искусственно создавать поэтов; вторая соответствовала сущности литературного движения того времени, задачею которого была именно выработка форм поэзии и языка. Главная заслуга Плетнёва заключалась в том, что уже в начале 1820-х годов, ещё ранее критических очерков не только Веневитинова, Киреевского, Надеждина, но и Полевого, он ввёл характеристики поэтов по существу, по внутреннему свойству их поэзии. Таковы были появившиеся ещё в 1822 году оценки Жуковского и Батюшкова.
Плетнёв уже тогда предвидел, что русской литературе предстоит, не ограничиваясь усвоением чужих форм, стать, наконец, на народную почву. В статье по поводу идиллии Гнедича «Рыбаки» (1822) он делит поэзию на «всеобщую», или «неопределенную», и «народную» и отдаёт предпочтение последней перед первой. Вопросу о народности в литературе Плетнёв в 1833 году посвятил целую речь, в которой указывал на значение народной стихии для литературы с точки зрения патриотизма и художественной выразительности. К концу 1830-х годов Плетнёв составил себе замечательное для того времени представление о национальных особенностях литературы, о её связи с жизнью общества, об индивидуальных способностях писателя, о необходимости «красок и жизни», без которых литература стала бы «сухим изложением отвлечённостей».
Оставшись до конца дней своих мирным эстетиком, придававшим первенствующее значение вопросам формы и языка, Плетнёв не мог избежать разлада с дальнейшим развитием литературы; но выйдя из кружка Пушкина, где неоклассик Батюшков мирно уживался с романтиком Жуковским, а последний горячо приветствовал реалиста Гоголя, Плетнёв всегда сохранял объективность, любовно следил за успехами литературы и вообще признавал права новых литературных форм и течений, если только вестником их являлся сильный талант, удовлетворявший эстетическим требованиям. Он умел понять Гоголя с его сильными и слабыми сторонами: ему принадлежит одна из лучших оценок «Мёртвых душ» («Современник», 1842).

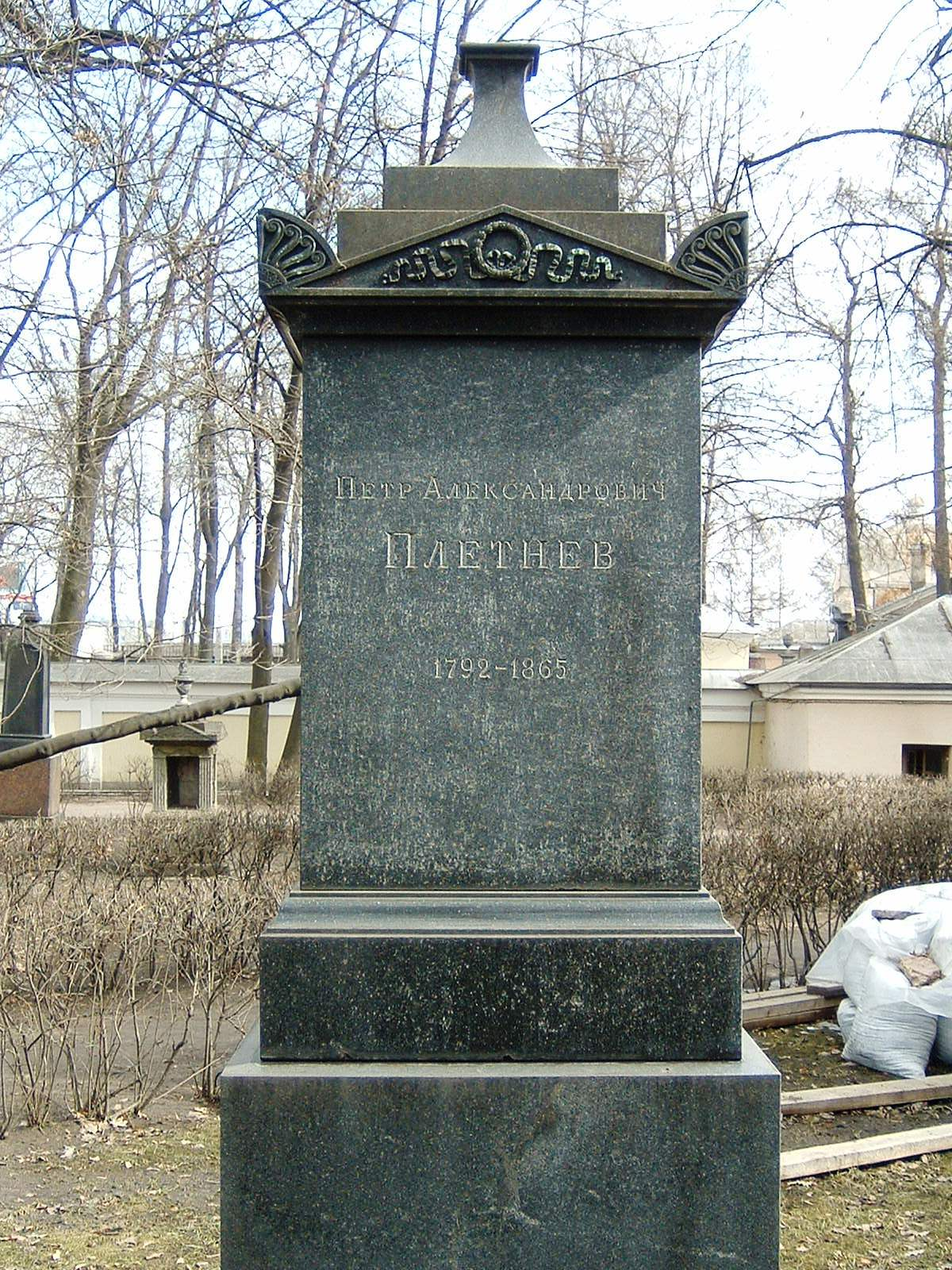
Надгробие на

Отсутствие рутины и тонкое чувство изящного дозволило Плетнёву с восторгом приветствовать многие восходящие светила 1840-х годов — Тургенева, Достоевского, Писемского, Островского, Плещеева, Аполлона Майкова, Полонского, Белинского.
В течение семи лет (с конца 1824 года) с бароном Дельвигом, а с 1832 года — с Пушкиным, Плетнёв разделял труды по редактированию «Северных цветов», а в 1838—1846 гг. был преемником Пушкина по редактированию «Современника»; журнал в руках Плетнёва мало принимал участия в новом литературном движении. Плетнёв стремился сохранить элитарность литературного журнала, в противовес коммерческим тенденциям, которые ширились в литературе. Но регулярно наполнять журнал высококачественными произведениями он не мог. Издание «Современника» его разоряло, но еще более весомой причиной отхода от журнального дела была его невостребованность и чужеродность современному литературно-журнальному процессу, которую Плетнёв, человек чуткий, глубоко литературный, ясно понимал, как понимал и историческую неотвратимость перемен в литературной жизни. Журнал был передан в аренду И. И. Панаеву и Н. А. Некрасову сроком на 10 лет.
«Сочинения и переписка» Плетнёва изданы Я. Гротом в трёх томах (СПб., 1885). Много материалов для характеристики Плетнёва в «Переписке Я. К. Грота с П. А. Плетнёвым» (СПб., 1896).

## Семья
Первая жена, с 11 февраля 1816 года — Степанида Александровна Раевская (1795—1839). У них 14 мая 1830 года родилась дочь Ольга (1830—1852), в 1851 году вышедшая замуж за А. Б. Лакиера. Плетнев называл её «секретарем своим и другом».
Вторая жена (с 26 января 1849 года) — княжна Александра Васильевна Щетинина (1826—1901). Их дети:
- Александр (01.08.1852—14.01.1911), приятель художника, гравера, коллекционера и юриста Альбера Николаевича Тургенева (1843—1892); с 1880 года был женат на Леониде Аполлоновне Скальковской (1860—?), дочери действительного статского советника Аполлона Александровича Скальковского[7]; 10 октября 1883 года у них родился сын Пётр[8], будущий выпускник Александровского лицея (1906), умерший в 1972 году.
- Алексей (1854—1934) — поэт, журналист, критик, оставил воспоминания об отце (1910).

## Адреса в Санкт-Петербурге[9]
- 1831—1838 — дом Сухаревой[10] — Обуховский проспект, дом № 8;
- 1838 — сентябрь 1841 года — дом Н. А. Строганова[11] — Невский проспект, дом № 38;
- Сентябрь 1841—1863 — ректорский флигель Санкт-Петербургского Императорского университета[12] — Университетская набережная, дом № 9[13].